# Nacionalitat mexicana

La nacionalitat mexicana està definida en l'article 30è de la constitució de Mèxic. L'article 32è estableix que una llei de nacionalitat regularia l'exercici dels drets donats per la legislació mexicana als mexicans que també posseeixen una altra nacionalitat i establiria les normes per a evitar els conflictes generats per l'ús de la doble nacionalitat. Aquesta llei va ser modificada per última vegada el 2005.
En termes generals, la nacionalitat mexicana es basa en ambdós principis, de ius soli i de ius sanguinis. La constitució mexicana diferencia entre nacionalitat i ciutadania.

## Adquisició de la nacionalitat
Segons l'article 30è de la constitució mexicana, hi ha dues formes per adquirir la nacionalitat mexicana: per naixement i per naturalització.

### Nacionalitat per naixement
La constitució declara que són mexicans per naixement:
- les persones nascudes en territori mexicà sense importar la nacionalitat dels seus pares;
- les persones nascudes a l'estranger si almenys un dels seus pares era un nacional mexicà nascut en territori mexicà;
- les persones nascudes a l'estranger si almenys un dels seus pares era un mexicà per naturalització; i
- les persones nascudes en vaixells o aeronaus militars o mercants de Mèxic.

### Nacionalitat per naturalització
Són mexicans per naturalització:
- aquelles persones que obtenen de la Secretaria (Ministeri) de Relacions Exteriors carta de naturalització; i
- aquelles persones casades amb un nacional mexicà que, resideixen en territori mexicà i que compleixen amb tots els requisits establerts en la llei de nacionalitat mexicana, entre els quals, haver viscut amb el o la cònjuge els dos anys anteriors a la presentació de la seva sol·licitud

La llei de nacionalitat mexicana també declara que l'estranger que desitja naturalitzar-se ha de:
- presentar la seva sol·licitud a la Secretaria de Relacions Exteriors;
- formular la renúncia i el jurament de nacionalitat tan bon punt aquesta hagi estat aprovada;
- demostrar que parla castellà, que coneix la història del país i que s'ha integrat a la cultura nacional; i
- provar que ha viscut a Mèxic els cinc anys anteriors a la presentació de la seva sol·licitud, o

- dos anys si:

- és descendent d'un mexicà per naixement; o si
- es pare o mare d'un mexicà de naixement; o si
- és ciutadà d'un país de l'Amèrica Llatina o de la península Ibèrica; o si
- segons el criteri de la Secretaria, ell o ella han fet o creat obres sobresaltant en àrees culturals, socials, científiques, tècniques, artístiques, esportives o empresarials per al benefici de la nació; o

- un any si ha estat adoptat(da) per un nacional mexicà; o si és un menor d'edat, descendent de mexicà de segona generació que ha estat sota la tutela d'un nacional mexicà.

## Possessió de la nacionalitat mexicana
La nacionalitat mexicana comporta diverses obligacions segons el que estableix l'article 31è de la constitució mexicana:
- portar els fills o pupils a escoles públiques o privades per rebre educació preescolar, primària i secundària; així com l'educació militar segons el que estableixi la llei d'instrucció de l'estat de Mèxic on resideix;
- presentar-se els dies i les hores designades pels ajuntaments dels municipis de Mèxic on resideix per rebre instrucció cívica i militar quan correspongui;
- enllistar-se i servir en la Guàrdia Nacional per a assegurar i defendre la independència, el territori, l'honor, els drets i l'interès de la nació, així com la tranquil·litat i l'ordre interior; i
- contribuir a les despeses públiques de la nació, ja sigui de la federació, de l'estat o del municipi on resideixen, segons les lleis tributàries.

Els documents que demostren la nacionalitat mexicana són:
- els certificats o actes de naixement;
- les cartes de naturalització;
- els passaports;
- els documents nacionals d'identitat; i
- els carnets d'identitat consulars si aquests contenen una fotografia digital, banda magnètica i una identificació hologràfica.

## La ciutadania mexicana
Com és el cas en altres països iberoamericans, la llei mexicana diferencia entre nacionalitat i ciutadania. La nacionalitat és l'atribut de la persona en la llei internacional que descriu la seva relació amb l'Estat, mentre que la ciutadania s'atorga als nacionals que gaudeixen d'alguns drets i responsabilitat davant l'Estat. L'article 34è de la constitució mexicana estableix que són ciutadans mexicans tots els [nacionals] mexicans amb 18 o més anys i amb un "mode honest de viure". Els ciutadans mexicans tenen el dret de:
- votar en totes les eleccions;
- ser votat o electe per a tots els càrrecs públics;
- associar-se lliurement per a participar en els afers polítics de la nació;
- enllistar-se en l'Armada de Mèxic o en la Guàrdia Nacional de Mèxic per a defendre la república i les seves institució; i
- exercir el dret de petició en qualsevol afer empresarial.

## Pèrdua de la nacionalitat i la ciutadania
L'article 37è de la constitució estableix que els mexicans per naixement mai no podran ser privats de la seva nacionalitat per cap circumstància, com ara, i segons ho estableix la llei de nacionalitat, l'adquisició d'una altra nacionalitat. Tanmateix els mexicans per naturalització perdran la nacionalitat mexicana si:
- voluntàriament adquireixen una altra nacionalitat, es presenten com a estrangers davant les institucions mexicanes o per acceptar títols nobiliaris que impliquin submissió a un Estat estranger; o si
- resideixen cinc anys consecutius a l'estranger.

Tot i que els mexicans per naixement no poden perdre la nacionalitat per cap circumstància, la ciutadania mexicana, i per tant, les seves prerrogatives es perden si:
- la persona accepta i usa títols nobiliaris d'Estats estrangers;
- la persona presta serveix a un govern estranger sense l'autorització del Congrés de la Unió;
- la persona accepta o usa distincions, títols i funcions d'un altre país sense llicència del Congrés de la Unió, llevat d'aquelles de naturalesa literària, científica o humanitària; i
- la persona que dona suport a un ciutadà o govern estranger en contra de Mèxic, en una reclamació diplomàtica o en un Tribunal Internacional.

## Doble nacionalitat
Des de l'última dècada, la llei mexicana reconeix que un mexicà per naixement pot posseir també una altra nacionalitat. En aquest cas, tanmateix, aquesta persona ha d'entrar i sortir al país com a mexicà (és a dir, presentant un document probatori de la nacionalitat mexicana). La llei estableix també que sense importar la possessió d'una altra nacionalitat, els mexicans per naixement actuen com a nacionals mexicans:
- en els actes jurídics que celebren en territori nacional i les zones en què l'Estat mexicà exerceix la seva jurisdicció segons el dret internacional; i els
- en els actes jurídics que se celebrin fora del límits de la jurisdicció mexicana mitjançant els quals participin en qualsevol proporció en el capital de qualsevol persona moral mexicana o entitat constituïda o organitzada segons el dret mexicà o si exerceixen el control d'aquestes;
- si atorguen crèdits a una persona o entitat referida en el punt anterior i;
- tinguin la titularitat de béns ubicats en territori nacional

Per a tots els càrrecs públics que, segons la constitució, es reserven als mexicans per naixement sense posseir o haver adquirit una altra nacionalitat, la disposició o legislació aplicable ho ha d'assenyalar expressament. En aquest cas i si el mexicà nacional per naixement és també considerat nacional o ciutadà d'un altre país directament o indirectament, ell o ella podrà sol·licitar un Certificat de Nacionalitat del govern mitjançant el qual renunciarà a l'altra nacionalitat.